# Lucien Lelong

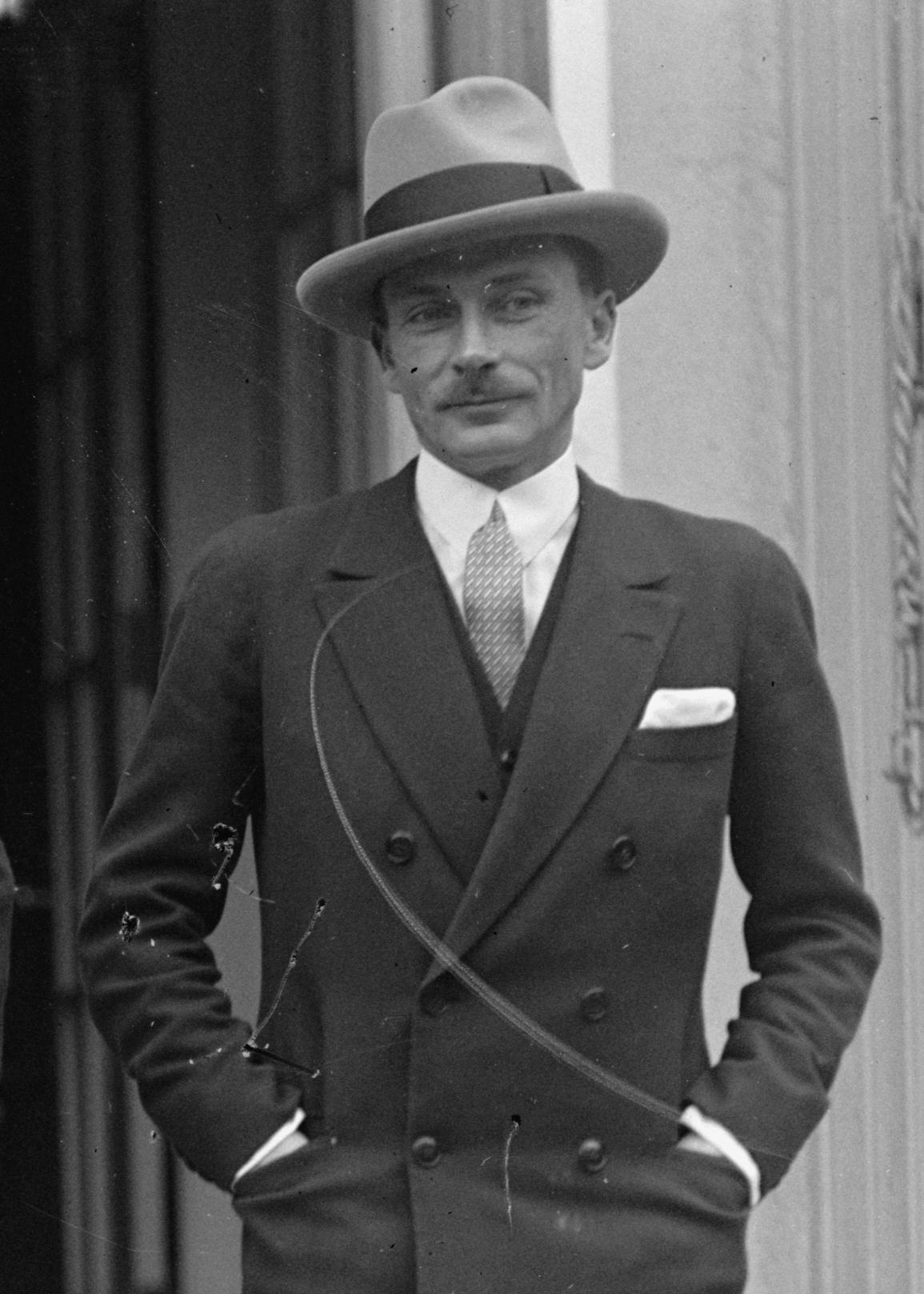
Lucien Lelong in 1925.

Lucien Lelong (Parijs, 11 oktober 1889 – Anglet, 11 mei 1958) was een invloedrijke Franse modeontwerper en couturier, wiens carrière bloeide van de jaren 1920 tot de jaren 1940. Lelong maakte naam in de modewereld met zijn elegante ontwerpen en innovatieve benadering van mode. Hij wordt vaak herinnerd voor zijn bijdragen aan de bescherming van de Franse mode-industrie tijdens de Tweede Wereldoorlog, evenals voor zijn rol in de ontwikkeling van de parfumindustrie.

## Vroege leven en carrière
Lucien Lelong werd geboren in een familie die betrokken was bij de textielindustrie, wat hem van jongs af aan blootstelde aan de wereld van mode en ontwerp. Hij studeerde aan de Haute École de Commerce de Paris voordat hij zich volledig wijdde aan een carrière in de mode. Al toen hij 18 jaar oud was begon hij met het maken van eigen ontwerpen. In 1911 nam hij de leiding over het modehuis van zijn familie en begon zijn naam te vestigen als een innovatieve ontwerper. De eerste ontwerpen van Lelong kwamen in het tijdschrift Vogue in 1913.

## Modeontwerper
Lelong stond bekend om zijn vermogen om de vrouwelijke vorm te benadrukken met zijn ontwerpen, vaak gebruikmakend van soepele stoffen en subtiele details om elegante en verfijnde silhouetten te creëren. Zijn collecties omvatten zowel haute couture als prêt-à-porter, waarmee hij een breder publiek bereikte. Lelong was ook een van de eerste ontwerpers die sportkleding in de Franse mode introduceerde, waarmee hij de grenzen van traditionele vrouwenkleding verlegde.

### Bijdragen aan de mode-industrie
Tijdens de Tweede Wereldoorlog speelde Lelong een cruciale rol in het beschermen van de Franse mode-industrie tegen de dreiging van verplaatsing naar Duitsland. Als voorzitter van de Chambre Syndicale de la Couture, organiseerde hij collectieve modeshows en nam initiatieven om de continuïteit van de Parijse haute couture te waarborgen. Zijn inspanningen hielpen de positie van Parijs als de modehoofdstad van de wereld te handhaven.

## Parfum
Naast zijn werk in de mode, was Lelong ook succesvol in de parfumindustrie. Hij lanceerde met zijn bedrijf Société des Parfums Lucien Lelong verschillende populaire geuren, waaronder Mon Image en Indiscret. Zijn benadering van het ontwikkelen van parfums als onderdeel van het merkbeeld was vernieuwend en droeg bij aan de groei van de moderne parfummarkt.

## Nalatenschap
Lelong overleed door een hartaanval op 11 mei 1958 in Anglet, Frankrijk.
Lucien Lelong wordt herinnerd als een visionair in de mode-industrie, wiens werk de grenzen van ontwerp en bedrijfsvoering in mode verlegde. Na zijn pensionering in 1948, bleef zijn invloed voelbaar door de vele ontwerpers die zijn pad volgden en door de blijvende reputatie van Parijs als centrum van mode.